# Cyperus textilis
Cyperus textilis är en halvgräsart som beskrevs av Carl Peter Thunberg. Cyperus textilis ingår i släktet papyrusar som ingår i familjen halvgräs. IUCN kategoriserar arten globalt som livskraftig. Inga underarter finns listade i Catalogue of Life.
Artens utbredningsområde anges som södra Afrika.

## Bilder

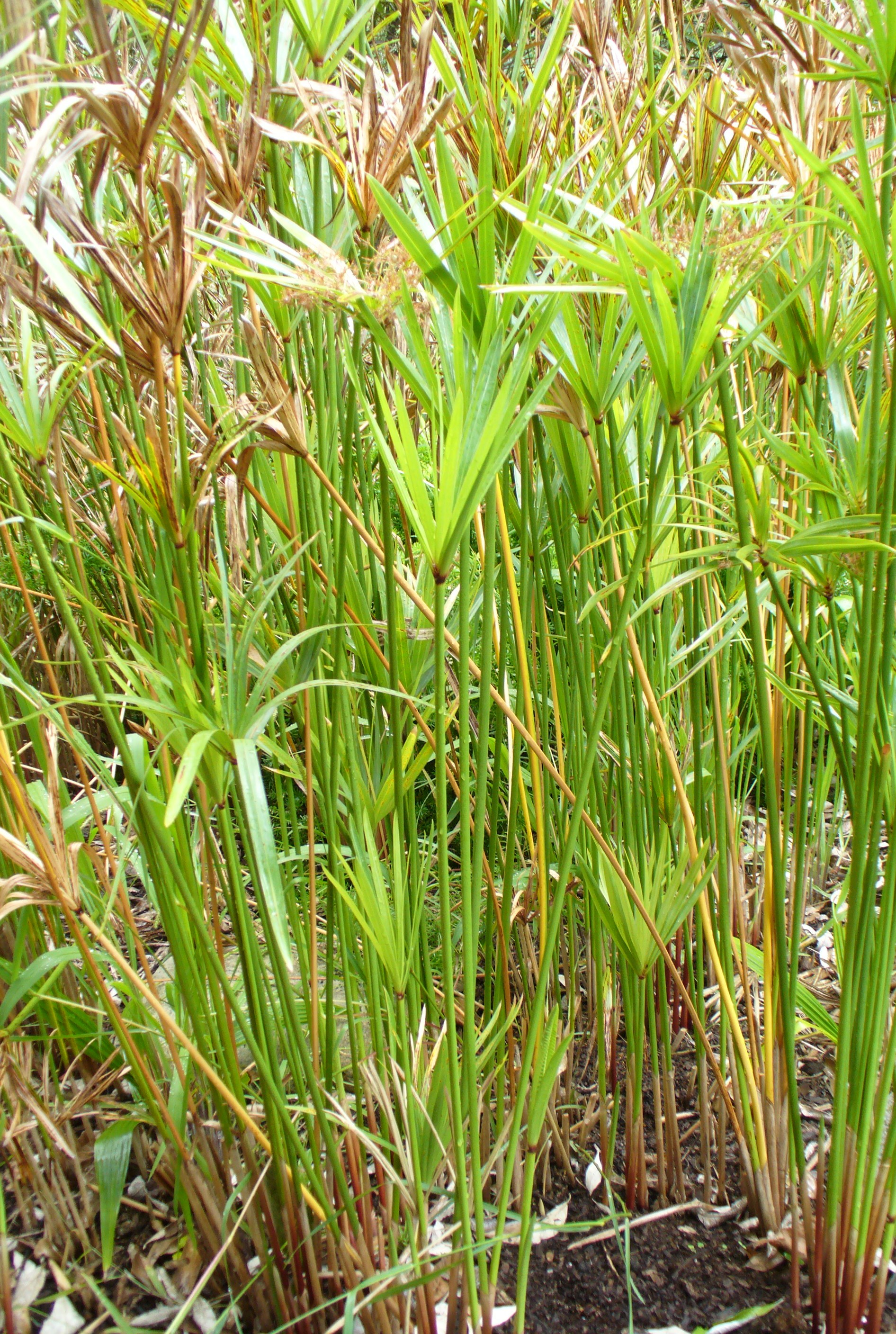
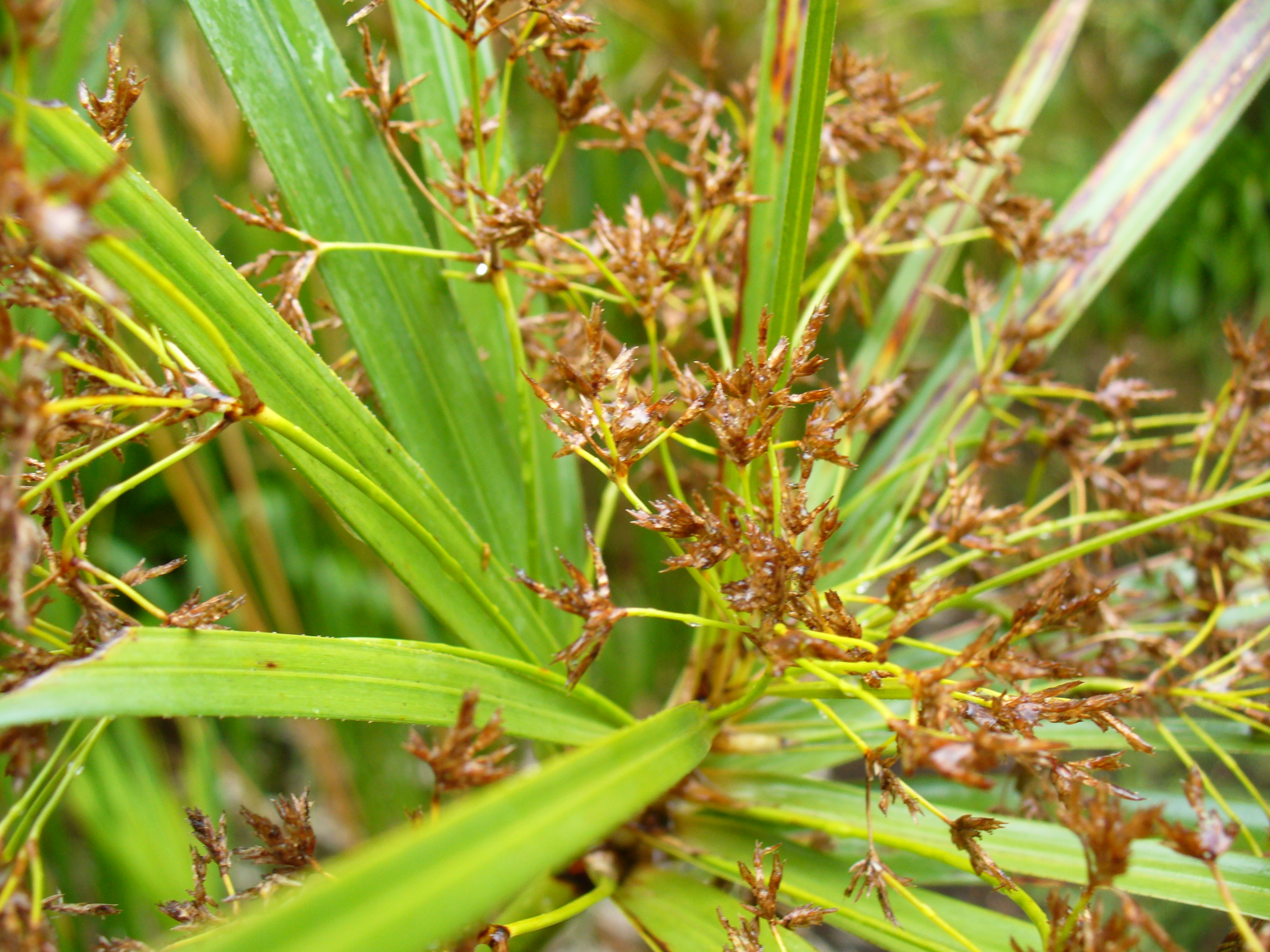